# Première bataille de Kernstown
Guerre de Sécession
Batailles
- 1re Kernstown
- McDowell
- Front Royal
- 1re Winchester
- Good's Farm
- Cross Keys
- Port Republic

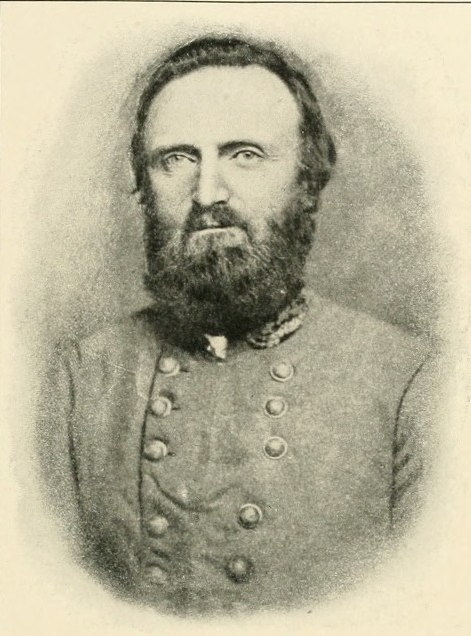
Lt. Gen. Thomas "Stonewall" Jackson photographié à Winchester (Virginie), 1862.

La première bataille de Kernstown est une bataille de la guerre de Sécession du début de 1862. Elle s'est déroulée dans la vallée de Shenandoah, dans l'ouest de la Virginie, et a été menée par les troupes confédérées du général Thomas Jonathan Jackson (envoyé par le général Robert Lee) pour faire hésiter Mc Clellan.
Kernstown est une défaite tactique de Jackson mais une grande victoire stratégique et s'inscrit parmi les victoires de Stonewall (sobriquet pour Jackson) comme Port Republic, Front Royal et Winchester. Mc Clellan (au sobriquet de little Napoleon) mobilisera énormément de forces fédérales (trois armées dans la vallée de la Shenandoah pour poursuivre Jackson) avec les Généraux nordistes Banks ("le fournisseur" en équipements de Jackson (car Banks abandonna beaucoup d'armes et de ravitaillement aux mains des sudistes dépourvus) et Fremont.
Cette action sauva Richmond en 1862, la capitale des États Confédérés.

## Le contexte

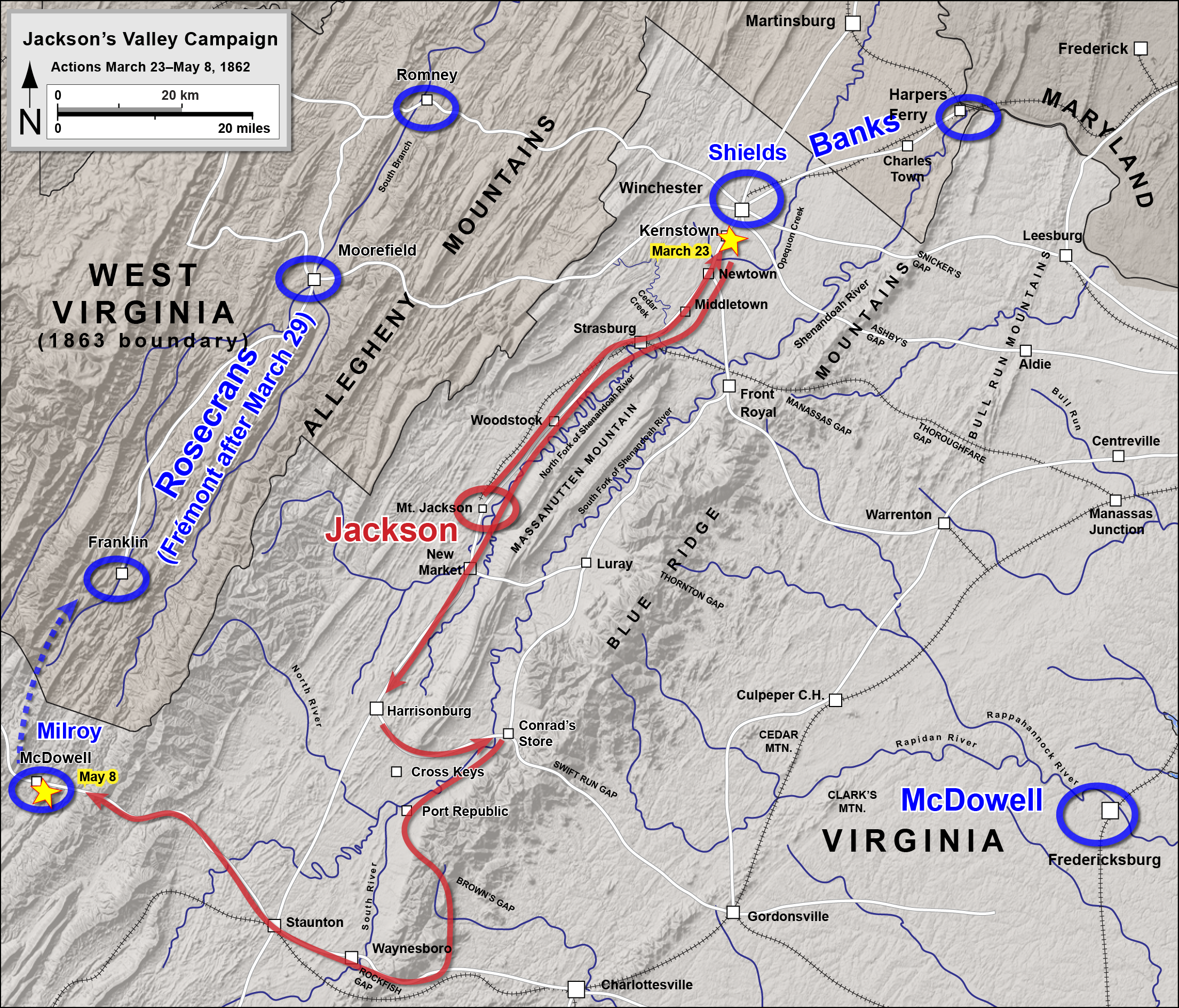
Campagne de la Shenandoah Valley : de Kernstown à McDowell.
sudistes
nordistes

### Contexte stratégique
La division de Jackson se retire « vers le haut » de la vallée (à des altitudes plus élevées à l'extrémité sud-ouest de la vallée) pour couvrir le flanc de l'armée du général Joseph E. Johnston, se retirant de la région Centreville-Manassas pour protéger Richmond. Sans ce mouvement de protection, l'armée fédérale de Banks pourrait frapper Johnston par des cols des Blue Ridge Mountains. Le 12 mars 1862, Banks occupe Winchester juste après que Jackson se soit retiré de la ville, marchant à pas de loups sur 42 milles (68 kilomètres) en amont de la Valley Pike jusqu'à Mount Jackson. Le 21 mars, Jackson apprend que Banks divise sa force, et deux divisions (sous le commandement du brigadier-général John Sedgwick et Alpheus S. Williams) retournent dans les environs immédiats de Washington DC, libérant d'autres troupes de l'Union pour la campagne de la péninsule de George B. McClellan contre Richmond. La division restante, sous les ordres du brigadiers général James Shields est stationné à Strasburg pour garder la basse vallée (nord-est), et les renseignements indiquent qu'elle se retire vers Winchester. Banks fait des préparatifs pour quitter la vallée personnellement le 23 mars.
Les ordres de Johnston à Jackson sont d'empêcher les forces de Banks de quitter la vallée, ce qui semble être le cas maintenant. Jackson revoient ses hommes et, dans l'une des marches forcées les plus exténuantes de la guerre, se déplace au nord-est de 25 milles (40 kilomètres) le 22 mars et encore de 15 milles (24 kilomètres) vers Kernstown le matin du 23 mars 1862. Sa cavalerie, sous les ordres du colonel Turner Ashby a une escarmouche avec les fédéraux le 22 mars, au cours de laquelle Shields est blessé avec un bras cassé d'un fragment d'obus d'artillerie. Malgré sa blessure, Shields envoie une partie de sa division au sud de Winchester et une brigade marche vers le nord, abandonnant apparemment la région, mais s'arrêtant en fait à proximité pour rester en réserve. Il confie ensuite confié le commandement tactique de sa division au colonel Nathan Kimball, bien que tout au long de la bataille qui va suivre, il envoie de nombreux messages et ordres à Kimball. Les loyalistes confédérés de Winchester informent à tort Turner Ashby que Shields n'a laissé que quatre régiments et quelques canons (environ 3 000 hommes) et que ces troupes restantes ont ordre de marcher vers Harpers Ferry dans la matinée. Ashby, qui a normalement la réputation d'être un éclaireur de cavalerie fiable, ne vérifie pas les rapports civils et les transmet à Jackson. Jackson marche agressivement vers le nord avec sa division de 3 000 hommes, qui s'étiole alors que les traînards sortent de la colonne, ignorant qu'il va bientôt attaquer près de 9 000 hommes.

### Les forces en présence

#### Forces nordistes
- Major général
Nathaniel Prentice Banks
- Major général
James Shields
- Colonel
Nathan Kimball

Sous le commandement du MG Nathaniel P. Banks, absent.

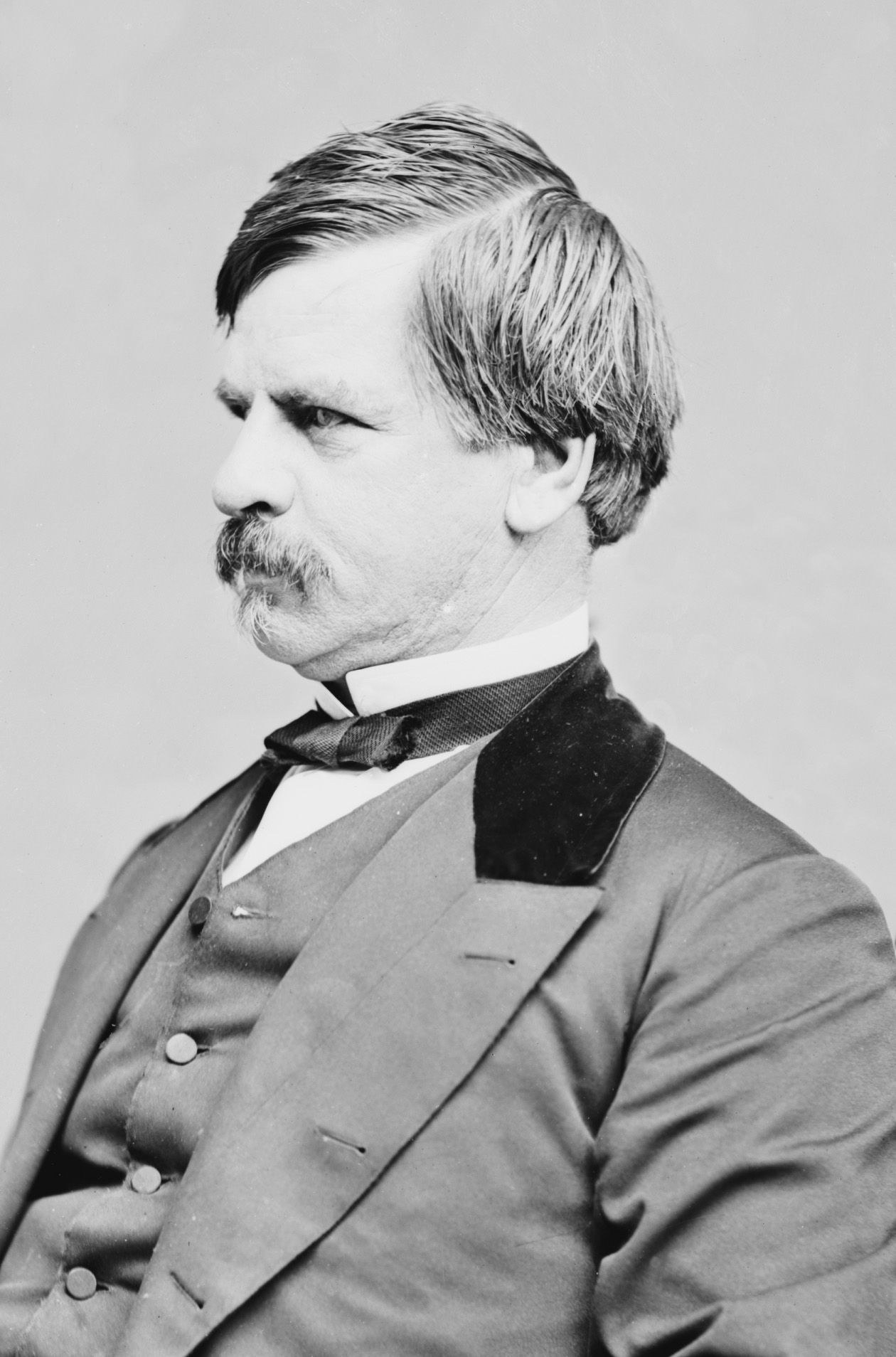
Nathaniel Prentice Banks
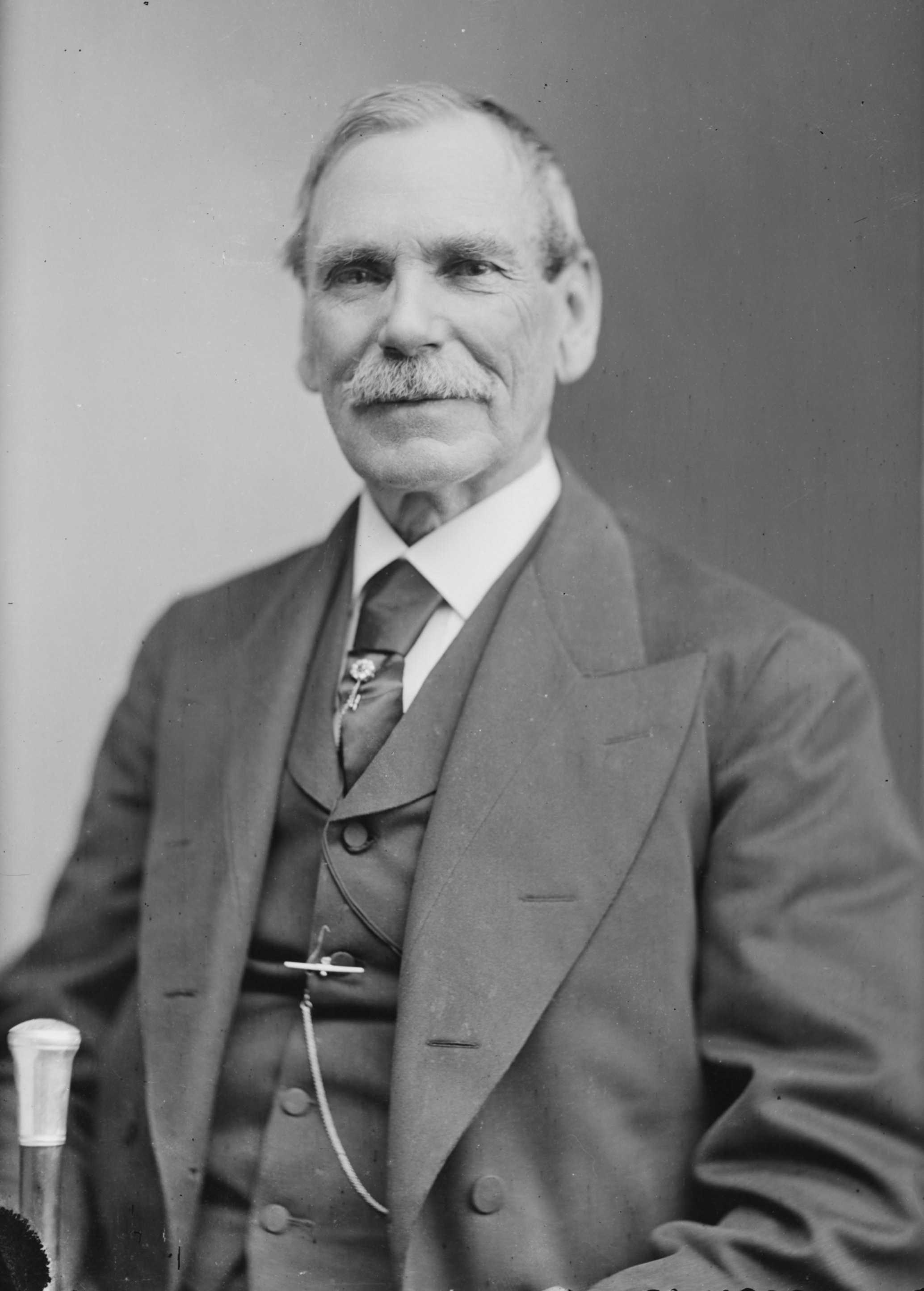
Première division : BG James Shields (blessé la veille), Col Nathan Kimball - 1re brigade : Col Nathan Kimball - 2e brigade : Col Jeremiah C. Sullivan
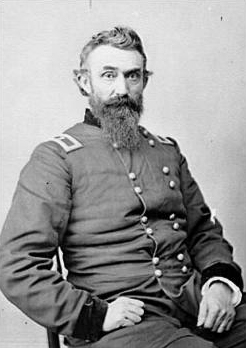
Nathan Kimball
  - 3e brigade : Col Erastus B. Tyler
- Brigade de cavalerie : Col Thornton F. Brodhead
- Artillerie : Ltc Philip Daum

#### Forces sudistes
- Major général
Thomas Jonathan Jackson
- Brigadier général
Richard Brooke Garnett
- Colonel
Turner Ashby

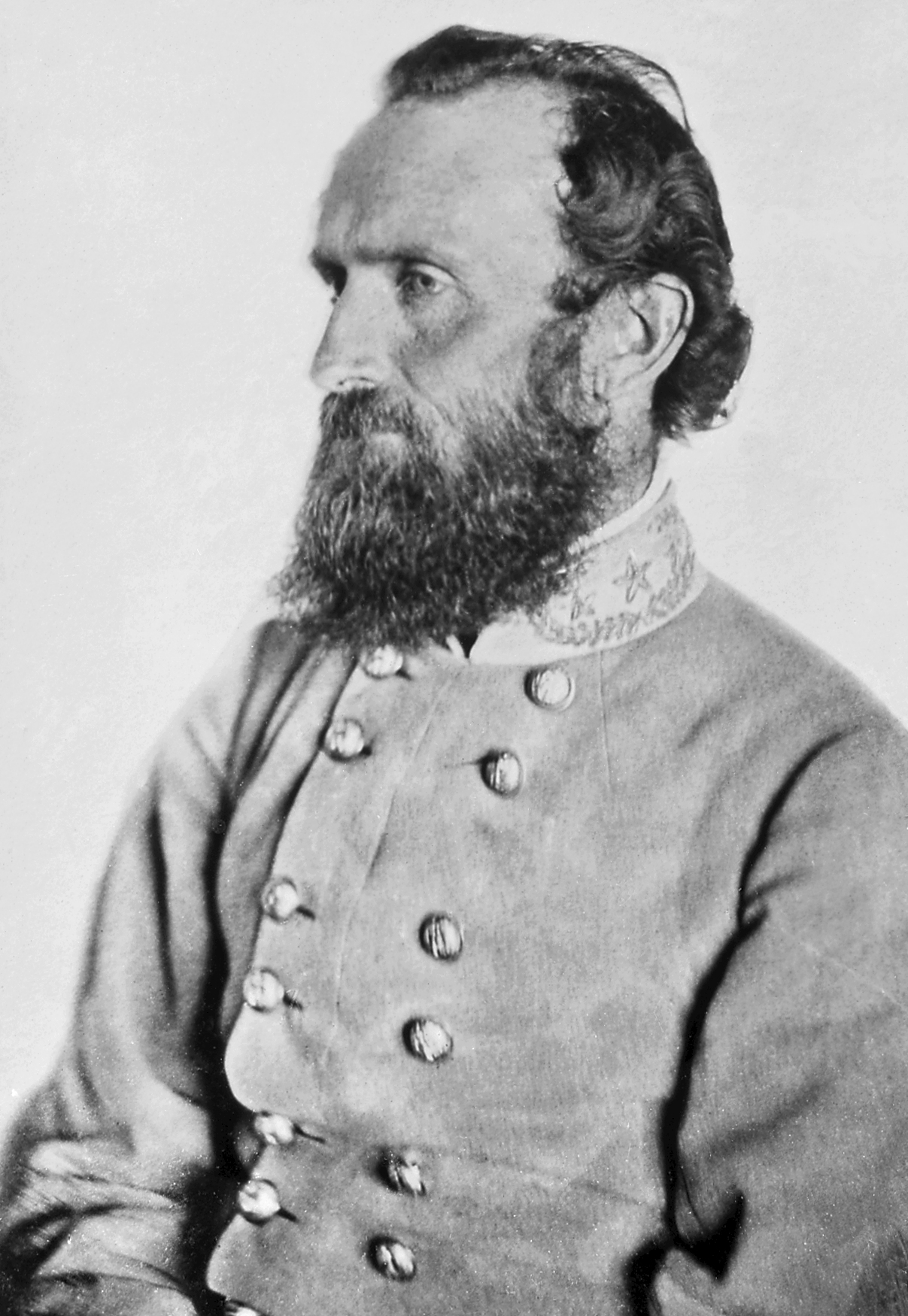
Division de Jackson :MG Thomas J. Jackson, dit « Stonewall Jackson »
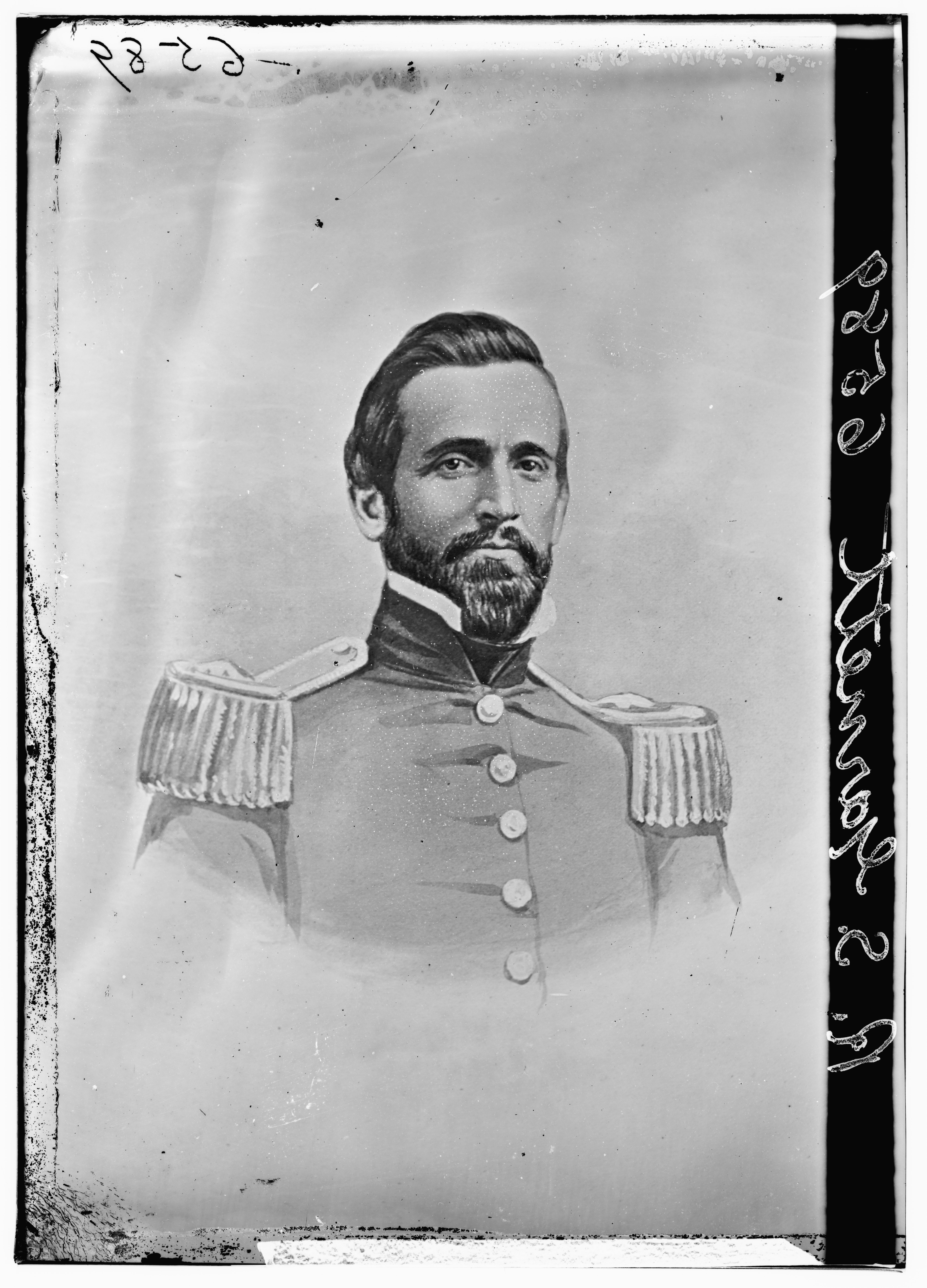
Richard Brooke Garnett
  - Brigade de Stonewall : BG Richard B. Garnett
  - 2e brigade (Burks) : Col Jesse S. Burks
  - 3e brigade (Fulkerson) : Col Samuel V. Fulkerson
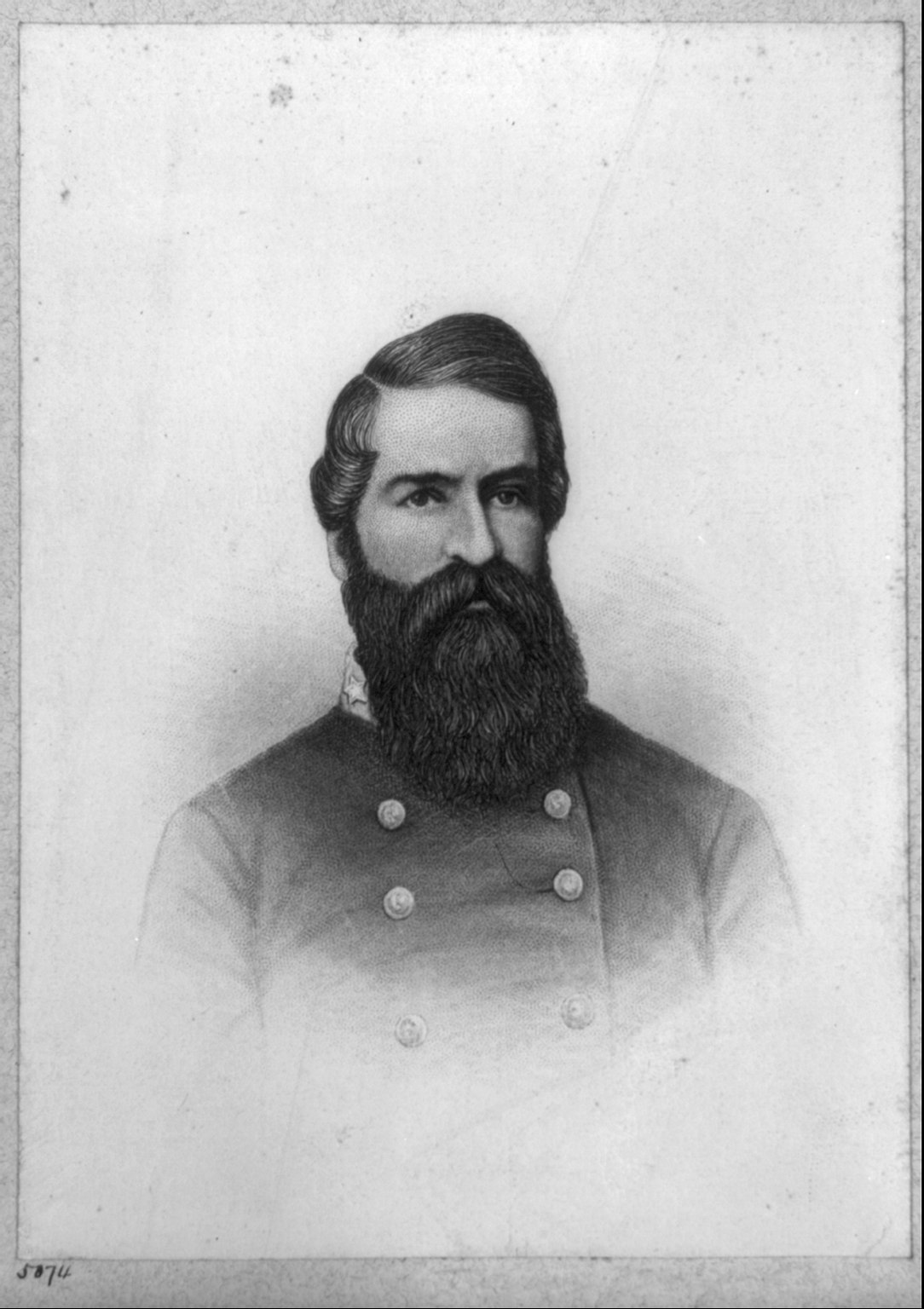
Cavalerie : Col Turner Ashby

## La bataille

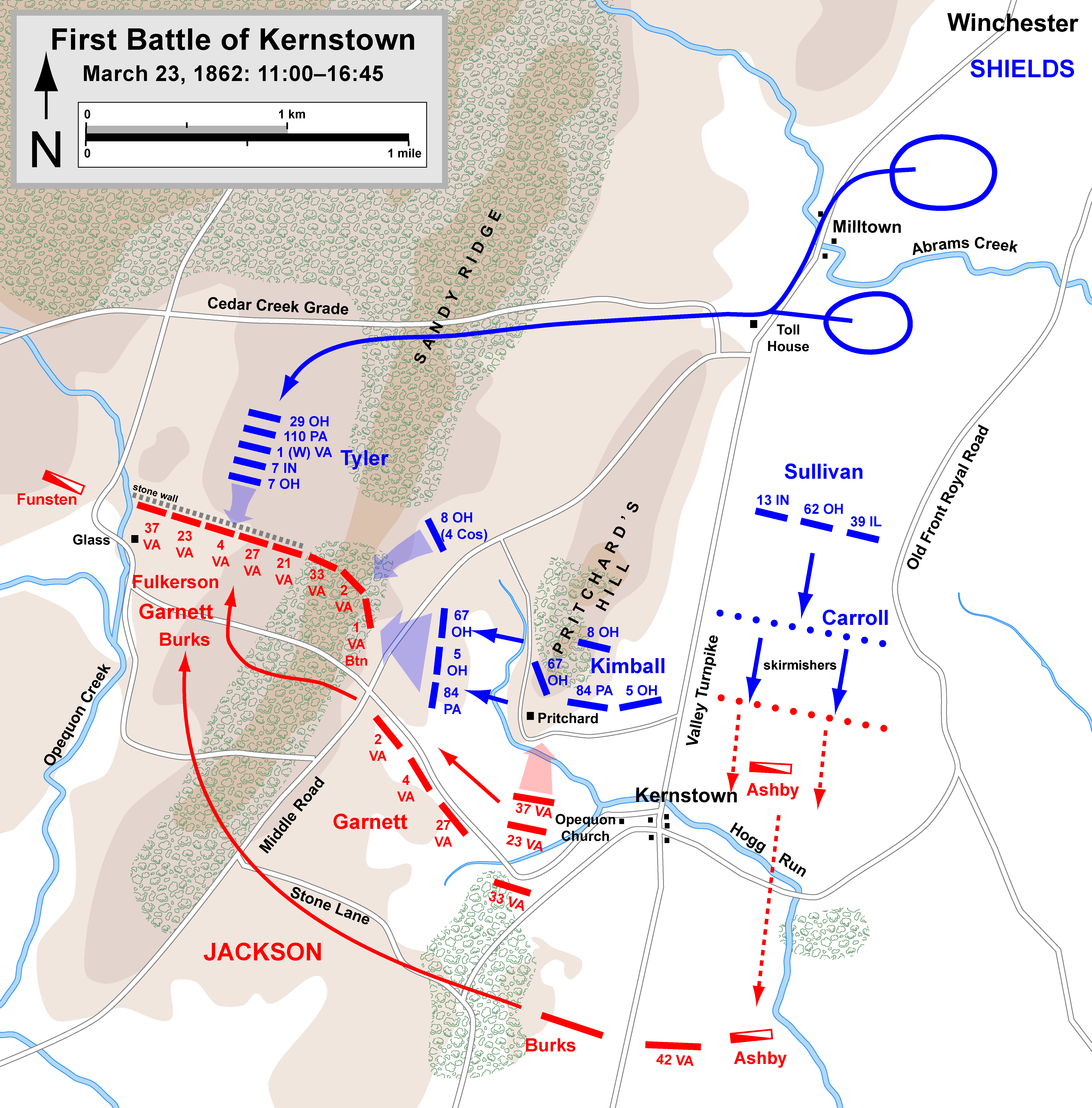
Première bataille de Kernstown, actions de 11h00 à 16h45.

Jackson part de Woodstock vers le nord et arrive devant la position de l'Union à Kernstown vers 11 heures le dimanche 23 mars. Jackson, dévotement religieux, préfère éviter les batailles le jour du sabbat, mais pendant toute sa carrière de guerre civile, il n'hésite pas. Il écrit plus tard à sa femme :

« Je me suis senti obligé d'[attaquer], compte tenu des effets dévastateurs qui pouvaient résulter du report de la bataille jusqu'au matin. Pour autant que je puisse voir, mon résolution était sage ; c'était le mieux que je pouvais faire dans les circonstances, bien que très désagréable à mes sentiments; J'espère et prie notre Père céleste que je ne serai plus jamais amener à être dans des circonstances comme ce jour-là. Je crois qu'en ce qui concerne nos troupes, la nécessité et la miséricorde ont toutes deux été appelées pour la bataille. Le métier d'arme est une profession qui, si ses principes sont respectés pour le succès, exige d'un officier qu'il fasse ce qu'il craint d'être mauvais ... si l'on veut réussir. »

Jackson n'effectue aucune reconnaissance personnelle avant d'envoyer Turner Ashby pou une feinte contre la position de Kimball dans la vallée Turnpike alors que sa principale force - les brigades du colonel Samuel Fulkerson et du grigadier général Richard B. Garnett (la brigade de Stonewall, le premier commandement de Jackson) attaque la position d'artillerie de l'Union sur Pritchard Hill. La brigade de tête sous les ordres de Fulkerson est repoussée, aussi Jackson décide de se déplacer sur le flanc droit de l'Union, à environ 2 milles (3,2 kilomètres) à l'ouest sur Sandy Ridge, qui semble être inoccupé. Si cela réussit, ses hommes pourront descendre le long de la crête et entrer sur les arrières de l'Union, bloquant leur route d'évacuation vers Winchester. Kimball contre la manœuvre en déplaçant sa brigade sous les ordres du colonel Erastus B. Tyler à l'ouest, mais les hommes de Fulkerson atteignent un mur de pierre face à une clairière sur la crête avant que les hommes de l'Union ne puissent le faire. L'aide de camp de Jackson, Sandie Pendleton, obtient une vue dégagée de la crête sur les forces de l'Union déployées contre eux et il estime qu'il y a environ  10 000 hommes. Il rend compte de cela à Jackson, qui répond : « Ne dites rien à ce sujet. Nous sommes là pour cela. ».

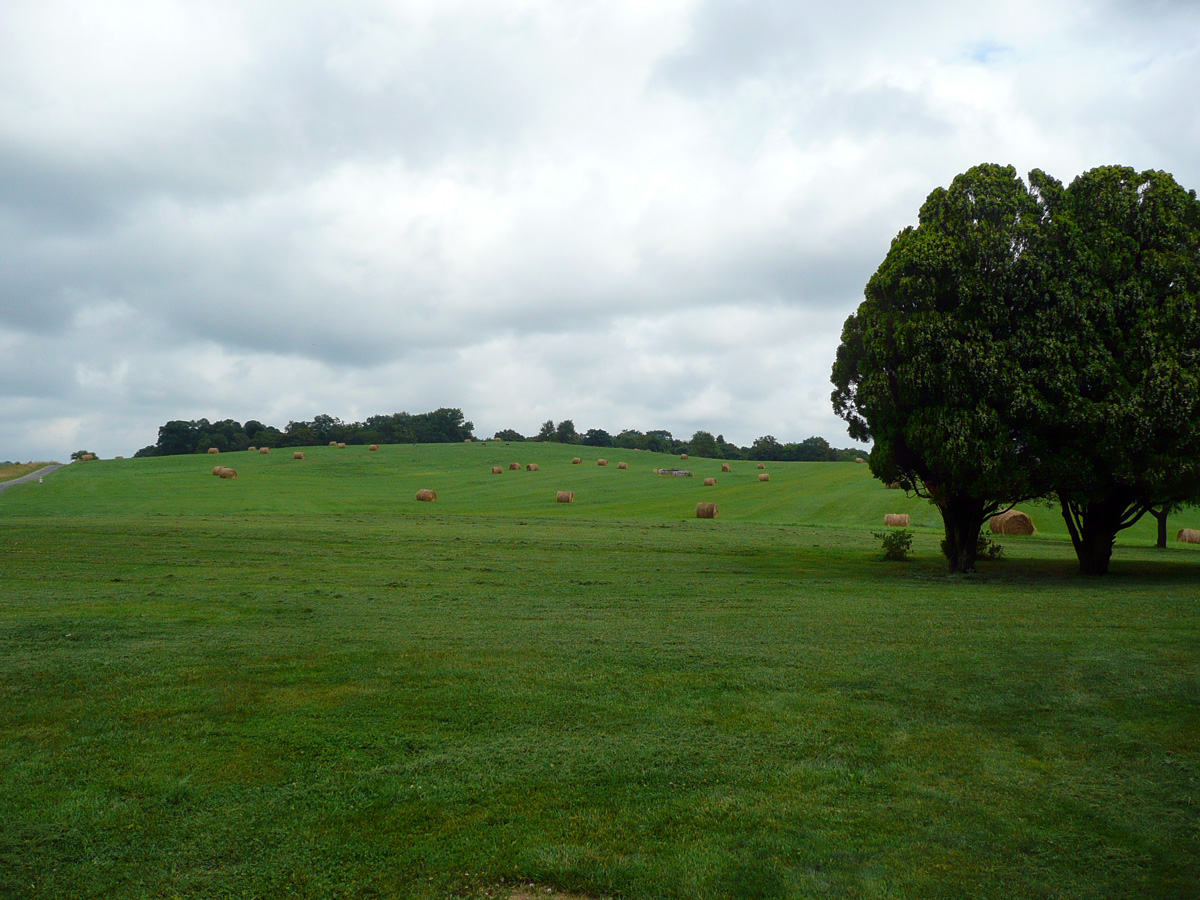
Pritchard Hill, juillet 2009

Vers 16 heures, Tyler attaque Fulkerson et Garnett en utilisant une approche peu orthodoxe avec sa brigade dans une « colonne de divisions serrées » - un front d'une brigade de deux compagnies avec 48 compagnies derrière elles en 24 lignes, sur environ 75 yards (69 mètres) de large, et 400 yards (366 mètres) de long, une formation difficile à contrôler et manquant de puissance offensive à l'avant. Les confédérés sont temporairement en mesure de contrer cette attaque malgré leur infériorité numérique en tirant des volées féroces derrière le mur de pierre. Jackson, réalisant enfin la force de la force qui lui fait face, envoie la brigade du colonel Jesse Burks, qui est en réserve, mais au moment où elle arrive vers 18 heures, la brigade de Stonewall de Garnett est à court de munitions et il la retire , laissant le flanc droit de Fulkerson exposé. La panique s'installe parmi les confédérés, et lorsque la brigade de Burks arrive, elle est prise dans la marée en fuite et forcée de battre en retraite. Jackson tente en vain de rallier ses troupes. Il interpelle un soldat « où vas-tu mon garçon ? » Le soldat lui répondu qu'il est à court de munitions. Jackso dit « alors retournez et donner leur de la baïonnette ». Cependant, le soldat l'ignore et continue à courir. Kimball n'organise aucune poursuite efficace. Cette nuit-là, un cavalier s'assied avec Jackson près d'un feu de camp à côté de la Valley Pike et dit en plaisantant : « On a appris qu'ils battaient en retraite, général, mais je suppose qu'ils se retiraient après nous ». Jackson, non connu pour son sens de l'humour, répond : « je pense que je suis satisfait, monsieur ».

## Conséquences
Les pertes unionistes  s'élèvent à 590 (118 tués, 450 blessés, 22 capturés ou portés disparus). Celles des confédérés s'élèvent à 718 (80 tués, 375 blessés, 263 capturés ou portés disparus).
Malgré la victoire de l'Union, le président Abraham Lincoln est dérangé par l'audace de Jackson et sa menace potentielle contre Washington. Il renvoie Banks dans la vallée avec la division d'Alpheus Williams. Il est également préoccupé par le fait que Jackson puisse aller en Virginie occidentale pour s'opposer au major-général John C. Frémont, alors il ordonne que la division du brigadier général Louis Blenker soit détachée de l'armée du Potomac de McClellan et envoyée pour renforcer Frémont. Lincoln profite également de l'occasion pour réexaminer les plans du major-général George B. McClellan concernant les défenses de Washington pendant la campagne de la Péninsule et décidé que les forces sont insuffisantes. Il ordonne finalement que le corps du major-général Irvin McDowell, qui se déplace au sud contre Richmond en soutien de McClellan, reste dans les environs de la capitale. McClellan prétend que la perte de ces forces l'empêche de prendre Richmond pendant sa campagne. Le réalignement stratégique des forces de l'Union provoqué par la bataille de Jackson à Kernstown - la seule bataille qu'il a perdue dans sa carrière militaire - s'avère être une victoire stratégique pour la Confédération. Le reste de la campagne de la vallée de Jackson consiste en des mouvements foudroyant et cinq victoires contre des forces supérieures organisées en trois armées de l'Union, ce qui l'élève au rang de général le plus célèbre de la Confédération (jusqu'à ce que sa notoriété soit supplantée par son supérieur Robert E. Lee).
Jackson refuse d'accepter la responsabilité de la défaite et a par la suite arrête le commandant de son ancienne brigade de Stonewall, le brigadier général Richard B. Garnett, pour s'être retiré du champ de bataille avant la réception de l'autorisation. La retraite de la brigade Stonewall, qui a eu lieu après des tirs soutenus de l'Union et avoir subi la majorité des pertes confédérées, a révélé la droite de la brigade Fulkerson, l'obligeant à se retirer et débutant un mouvement de panique. Il est remplacé par le brigadier général Charles S. Winder. Lors de l'invasion du Maryland en septembre, Robert E. Lee ordonne que les charges retenues contre Garnett soient abandonnées, mais Garnett souffre de l'humiliation de sa cour martiale pendant plus d'un an, jusqu'à ce qu'il soit tué à Gettysburg pendant la charge de Pickett.
Une seconde bataille de Kernstown est survenue lors des campagnes de la vallée de la Shenandoah de 1864.